# Maleisisch Open 2010

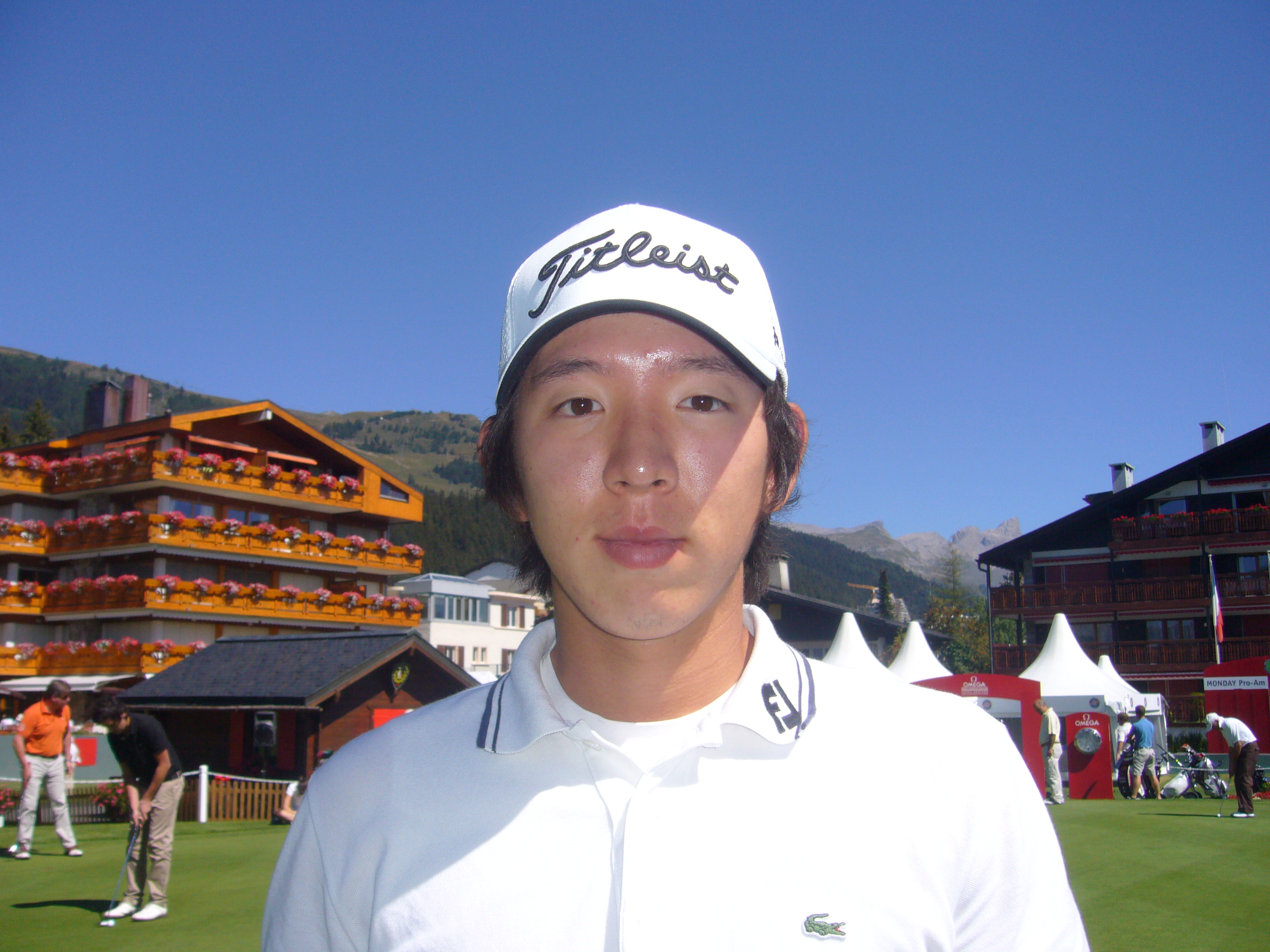
Seung-yul Noh, winnaar 2010 tijdens het Zwitsers Open 2009

Dit 49ste Maybank Maleisisch Open is een internationaal golftoernooi, dat van 4 - 7 maart 2010 is gespeeld op de Westbaan van de Kuala Lumpur Golf & Country Club in Maleisië, waar het ook in 2006 plaatsvond. Het Maleisisch Open maakt sinds 1999 deel uit van de Aziatische- en Europese PGA Tour. Het prijzengeld bedroeg US$ 2.000.000.

## Uitslag
Tijdens het toernooi was het rond de dertig graden met een vochtigheid van 70%.Tweemaal werd de ronde afgeblazen vanwege onweer, en moest de volgende dag de ronde afgespeeld worden. Al met al vermoeiend weer, waar de Europese spelers misschien meer last van hebben dan de Aziatische spelers. De beste rondes van het toernooi waren een 65 van Rhys Davies en Ignacio Garrido (R1) en van Fredrik Andersson Hed (R2).

|    | Naam                 | Score                 |
| -- | -------------------- | --------------------- |
| 1  | Seung-yul Noh        | 69-70-67-68=274 (-14) |
| 2  | K J Choi             | 67-70-69-69=275 (-13) |
| 3  | Søren Hansen         | 70-67-69-70=276 (-12) |
| 3  | Aphibarnrat Kiradech | 68-69-68-71=276 (-12) |
| 3  | Rhys Davies          | 65-69-71-71=276 (-12) |
| 6  | Danny Willett        | 72-69-68-68=277 (-11) |
| 7  | Johan Edfors         | 69-69-69-72=278 (-10) |
| 7  | Thongchai Jaidee     | 68-71-69-72=278 (-10) |
| 9  | Jason Knutzon        | 73-67-72-67=279 (-9)  |
| 10 | Mark Brown           | 71-71-72-66=280 (-8)  |
| 10 | Rahil Gangjee        | 68-75-68-71=280 (-8)  |
| 10 | Angelo Que           | 70-67-72-71=280 (-8)  |
| 10 | Peter Lawrie         | 69-72-71-68=280 (-8)  |

## Spelers
Er deden drie voormalige winnaars mee: Arjun Atwal (2003 en 2008), Thongchai Jaidee (2004 en 2005) en titelverdediger Anthony Kang (2009). Er deed één Belg, Nicolas Colsaerts, en een tweetal Nederlanders mee, Joost Luiten en Guido van der Valk. 
| - Fredrik Andersson Hed - Phillip Archer - Arjun Atwal - Sang-moon Bae - Ross Bain - Scott Barr - Darren Beck - Gaganjeet Bhullar - John Bickerton - Thomas Bjørn - Adam Blyth - Marcus Both - Gary Boyd - Markus Brier - Paul Broadhurst - Mark Brown - Andrew Butterfield - Michael Campbell - Alejandro Cañizares - Tony Carolan - Clodomiro Carranza - Yin-Shin Chan - Danny Chia - K J Choi - Daniel Chopra - Shiv Chowrasia - Darren Clarke - Robert Coles - Nicolas Colsaerts - Andrew Coltart - Rhys Davies - Andrew Dodt - Jamie Donaldson - Nick Dougherty - David Drysdale - Udorn Duangdecha - Rafa Echenique - Johan Edfors - Jamie Elson - Martin Erlandsson | - Niclas Fasth - Gavin Flint - Alastair Forsyth - Mark Foster - Marcus Fraser - Hiroyuki Fujita - Stephen Gallacher - Chris Gane - Rahil Gangjee - Ignacio Garrido - David Gleeson - Simon Griffiths - Mark F Haastrup - Søren Hansen - Grégory Havret - Benjamin Hebert - Scott Hend - Tetsuji Hiratsuka - Keith Horne - David Horsey - David Howell - Sam Hutsby - Inn-Choon Hwang - Kodai Ichihara - Mikko Ilonen - Thongchai Jaidee - Eirik Tage Johansen - Michael Jonzon - James Kamte - Anthony Kang - Shiv Kapur - Shingo Katayama - Simon Khan - Dae-hyun Kim - Hyung-sung Kim - Aphibarnrat Kiradech - Søren Kjeldsen - Jason Knutzon - Rick Kulacz | - Anirban Lahiri - Chih-bing Lam - Antonio Lascuna - Paul Lawrie - Danny Lee - Sung Lee - Ben Leong - Wen-chong Liang - José-Filipe Lima - Wen-tang Lin - Sam Little - Gary Lockerbie - Wei-chih Lu - Wen-teh Lu - Jean-François Lucquin - Joost Luiten - Mardan Mamat - Prayad Marksaeng - Daisuke Maruyama - Gareth Maybin - Richard McEvoy - Prom Meesawat - Joong-kyung Mo - C Muniyappa - Gary Murphy - Chapchai Nirat - Seung-yul Noh - Steven O'Hara - Peter O'Malley - Ted Oh - Fredrik Ohlsson - Louis Oosthuizen - Juvic Pagunsan - Unho Park - John Parry - Chinnarat Phadungsil - Terry Pilkadaris - Phillip Price - Mars Pucay | - Mark Purser - Angelo Que - Julien Quesne - Himmat Rai - Jyoti Randhawa - Robert Rock - Chris Rodgers - Carlos Rodiles - Marco Ruiz - Brett Rumford - Digvijay Singh - Himmat Singh - Thammanoon Srirot - Iain Steel - Graeme Storm - Scott Strange - Varl Suneson - Andrew Tampion - Hideto Tanihara - Kwanchai Tannin - Miles Tunnicliff - Guido van der Valk - Anthony Wall - Peter Whiteford - Danny Willett - Thaworn Wiratchant - Chris Wood - Ashun Wu - Simon Yates Maleisië - Airil-Rizman Zahari - S Sivachandran - Anis Helmi Abu Hassan - Periasamy Gunasagaran - Shaaban Hussin - Mohammed Rashid Ismail - M Sasidaran - Akhmal Tarmizee Mohd Nazari - Mohd Sukree Othman |